# Trappistinnenkloster Crozet
Das Trappistinnenkloster Crozet ist seit  1972  ein US-amerikanisches Kloster in Crozet (Virginia), Albemarle County, Bistum Richmond.

## Geschichte
Die Trappistinnenabtei Wrentham, erste Zisterzienserinnenabtei in den Vereinigten Staaten, gründete 1987 als drittes Tochterkloster (seit 1997 Priorat) Our Lady of the Angels Monastery 20 Kilometer westlich Charlottesville, in den Ausläufern der Blue Ridge Mountains. Seit 1990 trägt die Käseherstellung wesentlich zum Unterhalt des Klosters bei.
Oberinnen und Priorinnen:
- Veronica Sweeney (1987–1992)
- Marion Rissetto (1992–)